# Мастеркова, Светлана Александровна
Светла́на Алекса́ндровна Мастерко́ва (род. 17 января 1968, Ачинск, Красноярский край) — советская и российская легкоатлетка, специализировавшаяся в беге на средние дистанции. Двукратная олимпийская чемпионка на Олимпиаде в Атланте 1996 года и чемпионка мира 1999 года.
14 августа 1996 года установила мировой рекорд в беге на 1 милю — 4.12,56, а через девять дней, 23 августа 1996 года, — мировой рекорд в беге на 1000 м — 2.28,98. В течение 23 лет являлась мировой рекордсменкой в беге на милю в открытых помещениях.

## Биография
Родилась 17 января 1968 года в городе Ачинск, Красноярский край, СССР.
Тренировалась под руководством Светланы Плескач-Стыркиной и Заслуженного тренера СССР Я. И. Ельянова.
Свою спортивную карьеру начала как бегунья на 800 метров. На этой дистанции она в 1991 году выиграла последний в истории чемпионат СССР и завоевала путёвку на мировое первенство. На чемпионате мира 1991 года в Токио она заняла 8 место.
На протяжении 1992 и 1993 годов было несколько небольших успехов, например, серебро на зимнем чемпионате мира 1993 года, однако большую часть этих двух сезонов она была вынуждена пропустить из-за травм. На Олимпийские игры 1992 года в Барселоне она не попала. На два следующих сезона прервала свою спортивную карьеру. В 1994 году она вышла замуж за известного велогонщика Асята Саитова и переехала в Испанию, где он тогда выступал. 1994 и 1995 годы посвятила семейной жизни, рождению и воспитанию дочери Анастасии, а также залечиванию травм.
В 1996 году вернулась в большой спорт. Возвращение получилось триумфальным — решила соревноваться как на дистанции 800 метров, так и на полутора километрах, и выиграла чемпионат России на обеих дистанциях, получив право стартовать на них на Олимпийских играх в Атланте 1996 года.
На олимпийской 800-метровке главными фаворитками были знаменитые спортсменки Мария Мутола из Мозамбика и кубинка Ана Фиделия Кирот, однако с первых метров возглавила финальный забег и лидировала до самого финиша, оставив именитых соперниц позади. Ещё более сенсационной стала её победа на «непривычной» 1500 метровой дистанции, принесшая статус двукратной олимпийской чемпионки.
По итогам 1996 года она была названа лучшей спортсменкой года в России.
В следующем году на чемпионате мира в Афинах вновь заявилась на две дистанции, однако дали о себе знать старые травмы — в полуфинальном забеге на 1500 метров она вынуждена была сойти из-за болей в ахилловом сухожилии.
Однако затем спортсменка снова сумела выйти на пик формы, в 1998 году она победила на чемпионате Европы в Будапеште на полутора километрах, а на мировом первенстве 1999 года в Севилье завоевала две медали — золото на 1500 и бронзу на 800 метрах.
Это были последние крупные успехи, она участвовала в сиднейской Олимпиаде 2000 года, но после квалификационных забегов снялась из-за травмы. В 2003 году она объявила о завершении спортивной карьеры.
Владеет английским и испанским языками. Закончила Московский государственный гуманитарный университет имени М. А. Шолохова.
В апреле 2012 года в Московском педагогическом государственном университете защитила диссертацию на соискание ученой степени кандидата исторических наук.
С января 2003 года работает спортивным телекомментатором в компании НТВ+. Принимает участие в различных телевизионных шоу.
Летом 2011 года заняла пост директора московского Дворца детского спорта. В сентябре между ней и Федерацией скалолазания России разгорелся конфликт. По указанию Мастерковой скалодромы дворца были закрыты, президент Федерации в открытом письме обратился с призывом к увольнению бывшей легкоатлетки.
Член партии «Единая Россия», с 2012 года — депутат Совета депутатов муниципального округа Таганский, Москва (как самовыдвиженец).
В 2020 году приняла участие в музыкальном телешоу «Маска» в образе Тучи и в шестом выпуске была разоблачена, даже несмотря на то, что она не была угадана никем из жюри.

## Личные рекорды
| Дистанция | Время      | Место проведения | Дата       |
| 400 м     | 53.12      |                  | 08.07.1992 |
| 800 м     | 1:55.87    | Москва           | 18.06.1999 |
| 1000 м    | 2:28.98 WR | Брюссель         | 23.08.1996 |
| 1500 м    | 3:56.77*   | Цюрих            | 14.08.1996 |
| 1 миля    | 4:12.56 WR | Цюрих            | 14.08.1996 |

Если учитывать личный рекорд в беге на 1 милю (1609 м), то неофициальным лучшим результатом на 1500 м является 3:55.45.

## Награды
- Орден «За заслуги перед Отечеством» III степени (26 августа 1996) — за заслуги перед государством и выдающиеся спортивные достижения[8]
- Заслуженный мастер спорта России
- Лучший атлет мира по версии ИААФ (1996)

## Признание
В 2008 году о судьбе Светланы Мастерковой был снят художественный фильм «Дистанция». В главной роли снялась актриса Ольга Погодина.